# Альменєво
Альме́нєво (рос. Альменево) — село, центр Альменєвського округу Курганської області, Росія.
Населення — 4310 осіб (2010, 4559 у 2002).
Національний склад станом на 2002 рік:
- росіяни — 48 %
- татари — 37 %